# Акоста, Сесилио
Сесилио Акоста (исп. Cecilio Acosta; 1 февраля 1818, Сан-Диего де Лос-Альтос — 8 июля 1881, Каракас) — венесуэльский юрист, журналист, прозаик и поэт, гуманист, философ.

## Биография

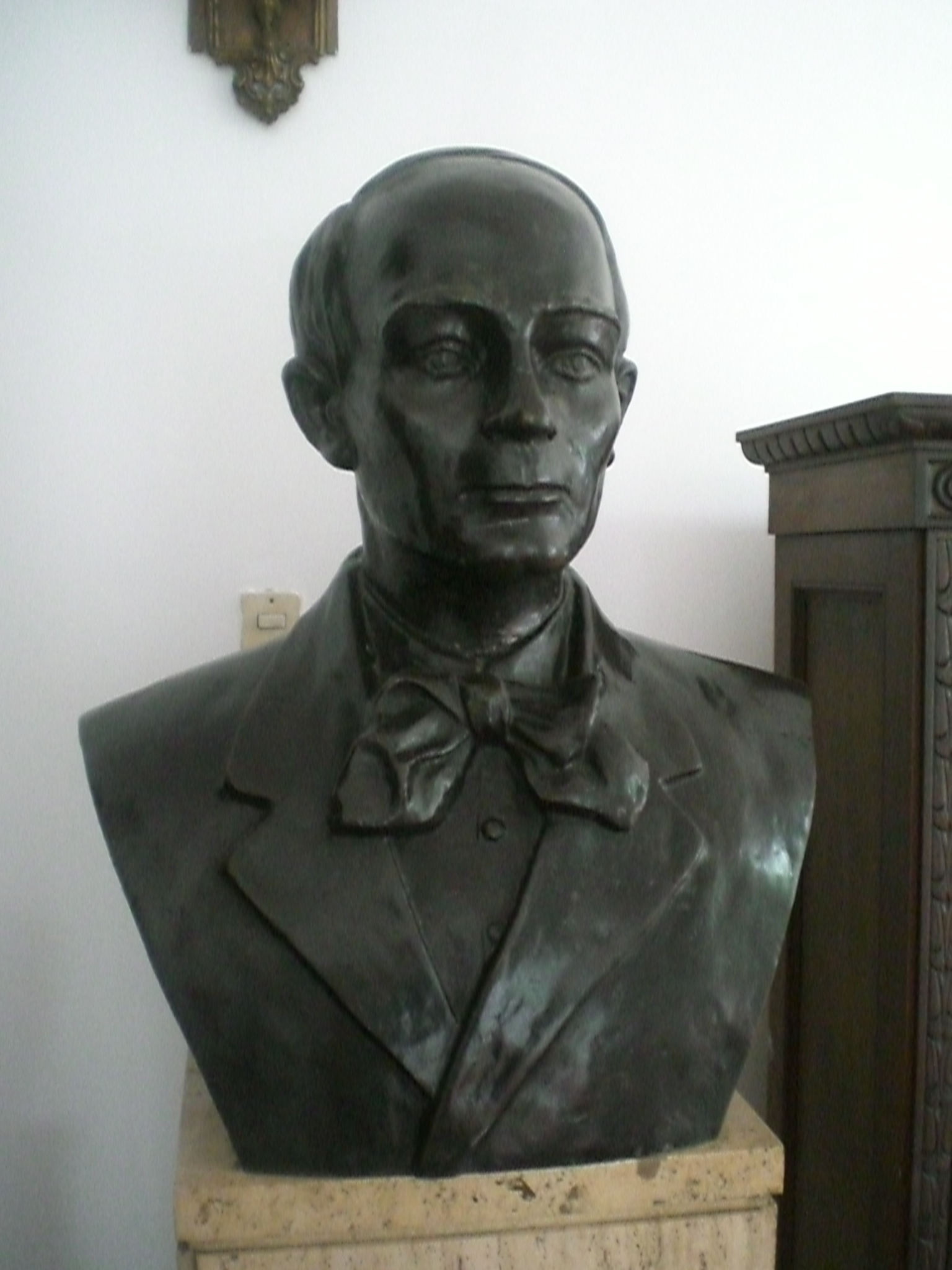
Бюст Сесилио Акоста

Родился в маленьком селе Сан-Диего де Лос-Альтос штата Миранда в семье с ограниченными финансовыми возможностями. Сначала учился у священника. В 1831 году начал обучение в духовной семинарии в Каракасе. Выучил латынь и читал классических авторов. В 1840 году оставил учёбу в семинарии, отказавшись от духовной карьеры, и перевёлся в математическую академию, где получил диплом геодезиста. Затем изучал философию и право в Центральном университете Венесуэлы. Получил докторскую степень по теологии.
В 1846—1847 годах начал публиковать эссе в журналах La Epoca и El Centinela de la Patria. Его либерально-гуманистические работы вскоре стали популярными в стране. Два года спустя Акоста был назначен профессором и секретарём гуманитарного факультета университета.
В 1908—1909 годах было издано пять томов избранных произведений писателя, в которых отражены его политические, экономические, социальные и образовательные идеи. Кроме того, писал стихи.
Умер в нищете, несмотря на актуальность и востребованность его интеллектуальных работ. В 1940-е годы его сочинения стали входить в разные антологии. Защищал фундаментальные ценности католической веры, такие как милосердие, терпимость, понимание, справедливость, и обсуждение этих концепций в среде, в которой мыслитель должен был жить.
В одном из эссе писал: 

«Природа христианской добродетели должна быть практической, а не умозрительной; социальной, а не условной; отстраненной и не эгоистичной; любви, а не тирании».
В 1937 году его останки были перенесены в Национальный пантеон Венесуэлы.

## Избранные публикации
- Cosas sabidas y cosas por saberse (1856).
- Caridad o frutos de la cooperación de todos al bien de todos (1855).
- Estudios de Derecho Internacional (1917).
- Influencia del elemento histórico-político en la literatura dramática y en la novela (посмертно, 1887)
- Obras completas (1908—1909)
- Obras completas (критика, 1981)

## Память
- Его имя носит частный Католический университет, основанный в 1983 году в городе Маракайбо.